# ISO 3166-2:BA
ISO 3166-2:BA — стандарт Міжнародної організації зі стандартизації, який визначає геокоди. Є частиною стандарту ISO 3166-2, що належать Боснії і Герцеговині. Стандарт охоплює округ Брчко, Республіку Сербську, Федерацію Боснії і Герцеговини та десяти кантонів у складі Федерації Боснії і Герцеговини.

## Загальні відомості
Кожен геокод складається з двох частин: коду Alpha2 за стандартом ISO 3166-1 для Боснії і Герцеговини — BA та додаткового коду, записаних через дефіс. Додатковий код округу, республіки та федерації утворений трьома буквами латинського алфавіту і як правило, співзвучний абревіатурі назви округу, республіки, федерації. Додатковий код кантону утворений двосимвольним числом. Геокоди округу, республіки, федерації та кантони Боснії і Герцеговини є підмножиною коду домену верхнього рівня — BA, присвоєного Боснії і Герцеговині відповідно до стандартів ISO 3166-1.

## Геокоди Боснії і Герцеговини першого рівня
Геокоди округу, республіки, федерації адміністративно-територіального поділу Боснії і Герцеговини.
| Геокод | Адміністративна одиниця        | Статус     |
| ------ | ------------------------------ | ---------- |
| BA-BRC | Округ Брчко                    | округ      |
| BA-SRP | Республіка Сербська            | республіка |
| BA-BIH | Федерація Боснія і Герцеговина | федерація  |

## Геокоди Федерації Боснії і Герцеговини другого рівня
Геокоди 10-ти кантонів Федерації Боснії і Герцеговини.
| Геокод* | Адміністративна одиниця      | Статус |
| ------- | ---------------------------- | ------ |
| BA-01   | Унсько-Санський              | кантон |
| BA-02   | Посавський                   | кантон |
| BA-03   | Тузланський                  | кантон |
| BA-04   | Зеніцько-Добойський          | кантон |
| BA-05   | Боснійсько-Подрінський       | кантон |
| BA-06   | Середньобоснійський          | кантон |
| BA-07   | Герцеговинсько-Неретванський | кантон |
| BA-08   | Західногерцеговинський       | кантон |
| BA-09   | Сараєвський                  | кантон |
| BA-10   | Герцег-Босанський **         | кантон |

1. * Число додаткового коду кантону відповідає номеру позиції на мапі «Адміністративного поділу Боснії і Герцеговини».
2. ** Офіційна назва: "Кантон №10" (босн. Kanton br. 10, серб. Кантон 10).

## Геокоди прикордонних для Боснії і Герцеговини держав
- Хорватія — ISO 3166-2:HR (на півночі та заході),
- Сербія — ISO 3166-2:RS (на сході),
- Чорногорія — ISO 3166-2:ME (на південному сході).